# Province de Cadix
La province de Cadix (en espagnol : Provincia de Cádiz) est l'une des huit provinces de la communauté autonome d'Andalousie, dans le sud de l'Espagne. Sa capitale est la ville de Cadix.
Autant les parents de l’acteur Jean Reno comme Anne Hidalgo sont nés dans la province de Cadix.

## Géographie
La province de Cadix est située à l'extrême sud de l'Andalousie ainsi que de la péninsule Ibérique. Elle couvre une superficie de 7 442 km2. 
La province est bordée au nord par la province de Séville et le fleuve Guadalquivir, à l'est par la province de Malaga et la mer Méditerranée, au sud par le territoire britannique d'outre-mer de Gibraltar, au sud-ouest et à l'ouest par l'océan Atlantique et au nord-ouest par la province de Huelva.

## Population
La province de Cadix comptait 1 140 793 habitants en 2002.
Outre Cadix, on trouve dans la province deux villes importantes : Jerez de la Frontera, la ville la plus peuplée de la province, au nord, et Algésiras, au sud. Les autres villes notables sont : San Fernando, Chiclana de la Frontera, Rota, El Puerto de Santa María et Sanlúcar de Barrameda.

## Subdivisions

### Comarques
La province de Cadix est subdivisée en six comarques :
| Comarque           | Superficie km² | Population 2008 | Carte des comarques                         |
| ------------------ | -------------- | --------------- | ------------------------------------------- |
| Baie de Cadix      | 607            | 425 462         | Carte des comarques de la province de Cadix |
| Campiña de Jerez   | 1 412          | 209 960         | Carte des comarques de la province de Cadix |
| Campo de Gibraltar | 1 527          | 263 739         | Carte des comarques de la province de Cadix |
| Costa noroeste     | 360            | 119 870         | Carte des comarques de la province de Cadix |
| La Janda           | 1 537          | 86 485          | Carte des comarques de la province de Cadix |
| Sierra de Cadix    | 1 949          | 113 738         | Carte des comarques de la province de Cadix |

### Communes
La province de Cadix compte 44 communes (municipios en espagnol).

## Galerie

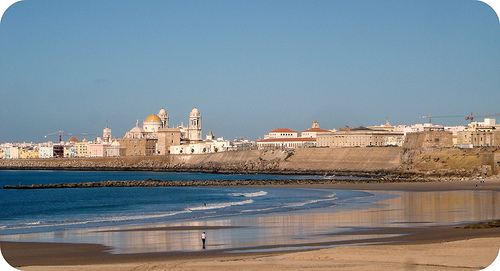
Playita de las mujeres, dans la ville de Cadix.
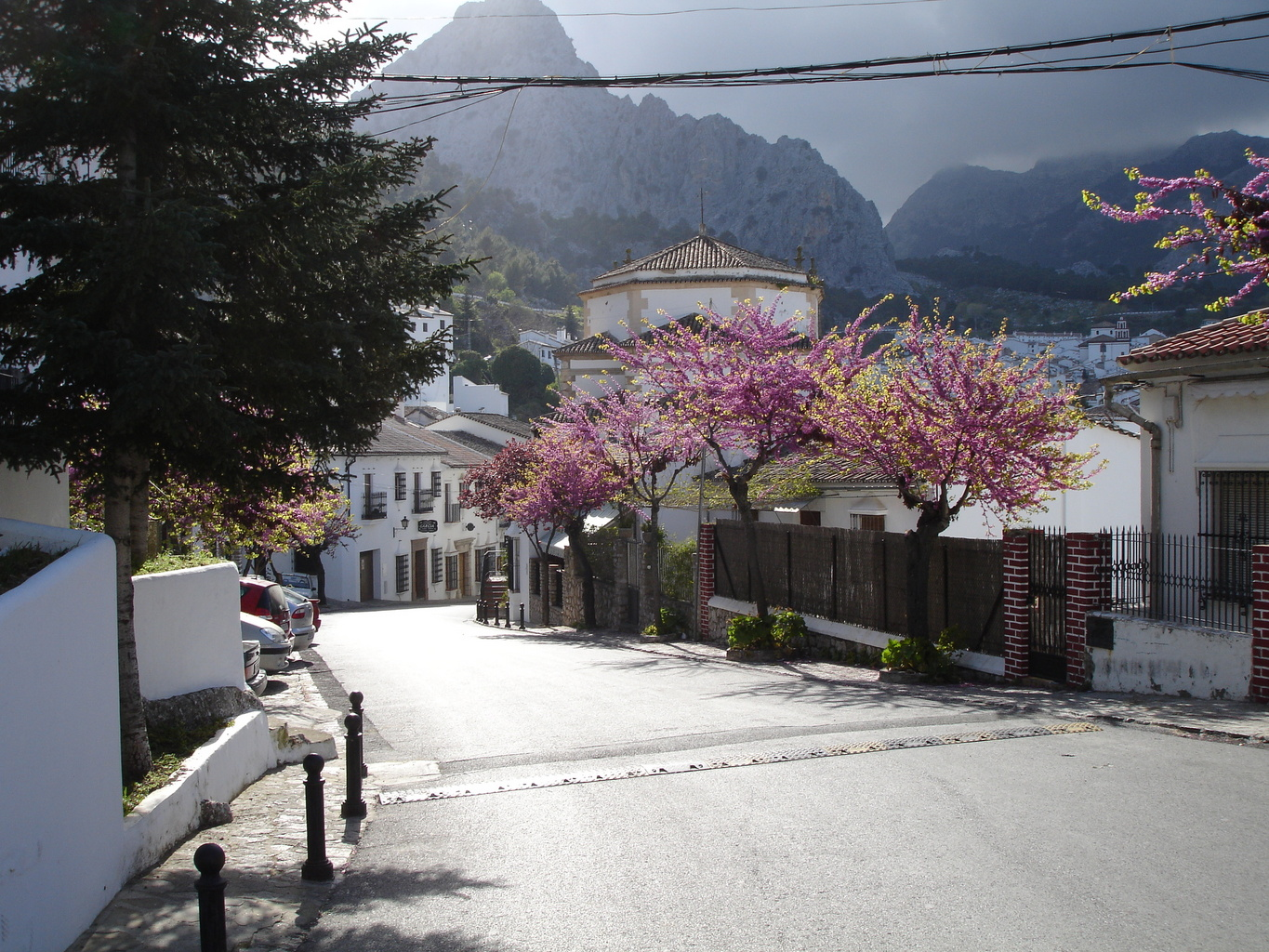
Le village de Grazalema, dans la Sierra de Cadix.
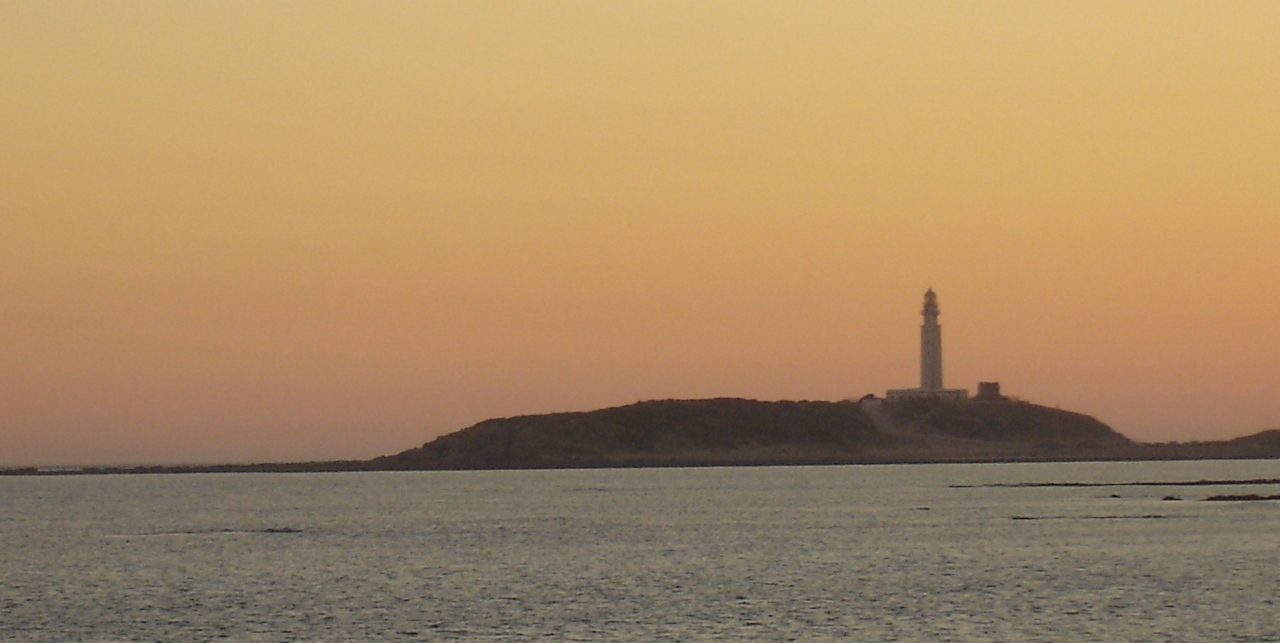
Cap Trafalgar, sur l'océan Atlantique.
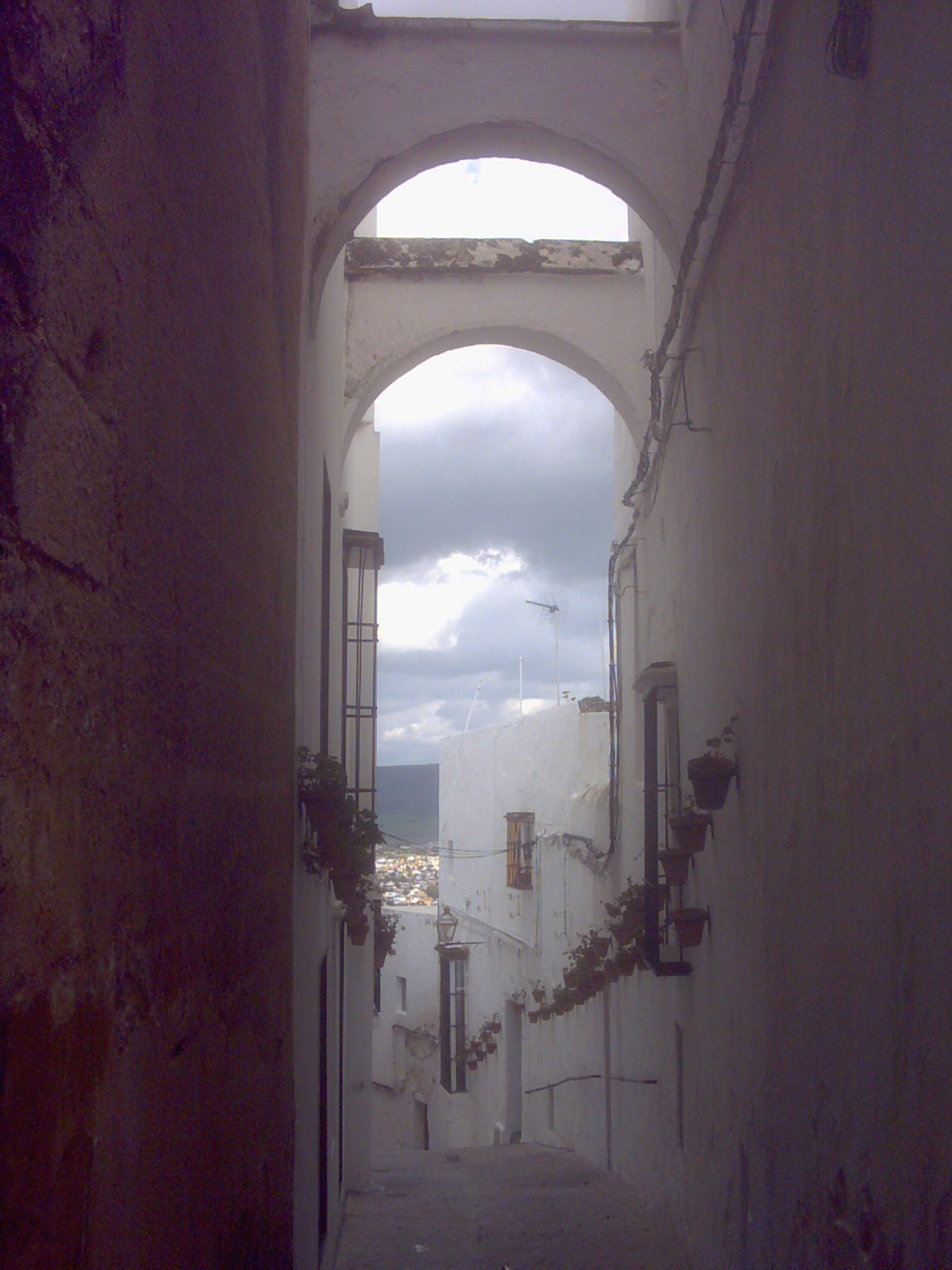
Une rue d'Arcos de la Frontera, sur la route des pueblos blancos.
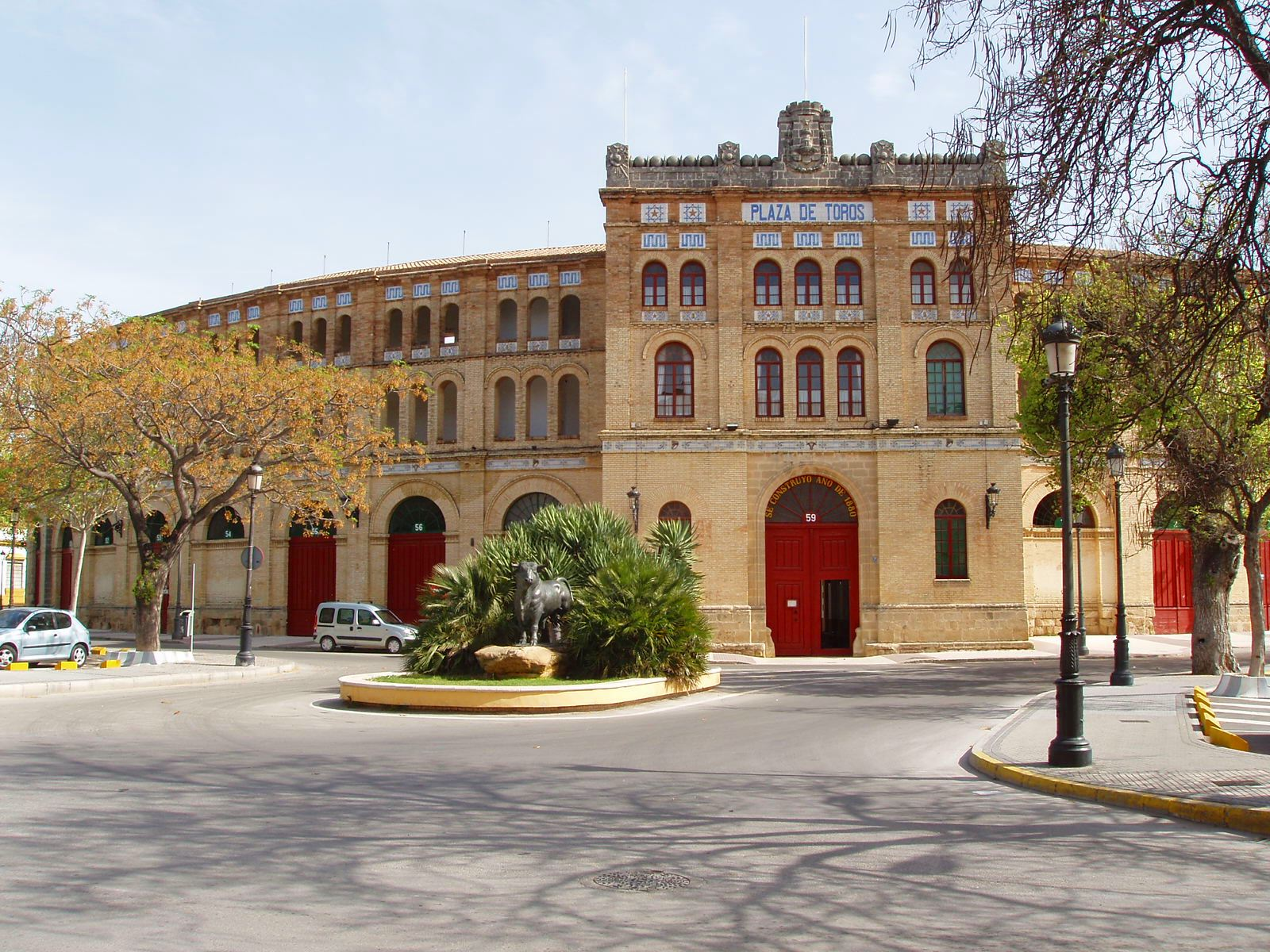
Plaza de Toros de El Puerto de Santa María.
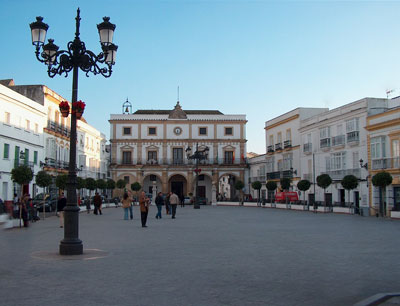
"Casa Consistorial" à Medina Sidonia.
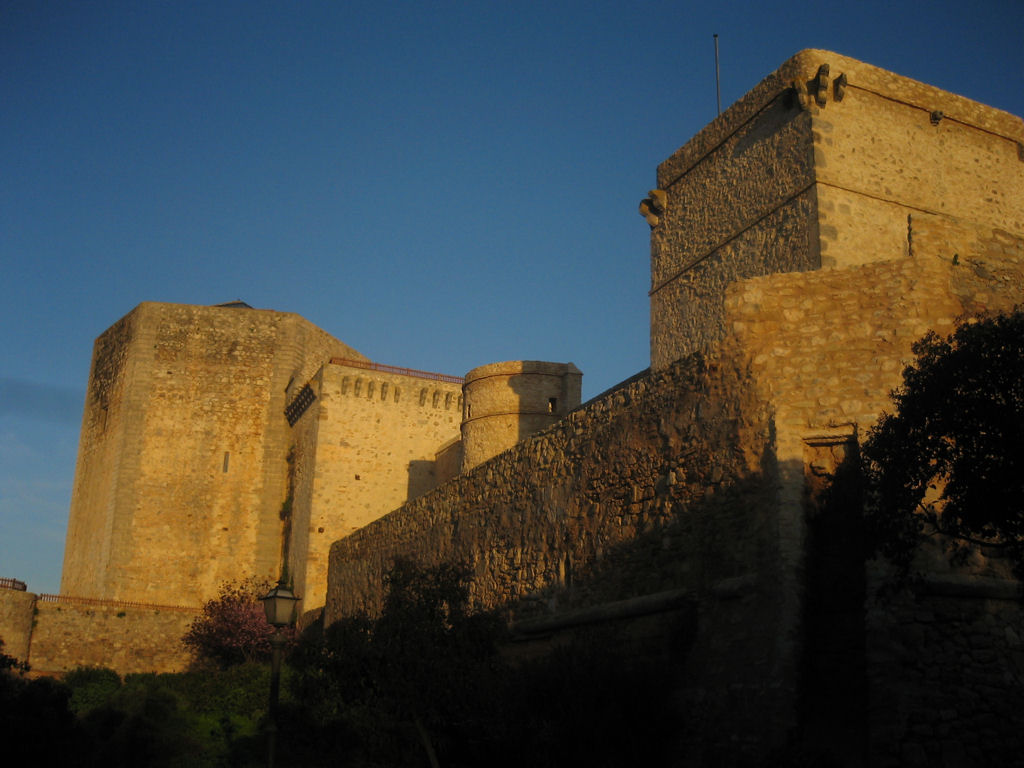
Château de Santiago à Sanlúcar de Barrameda.
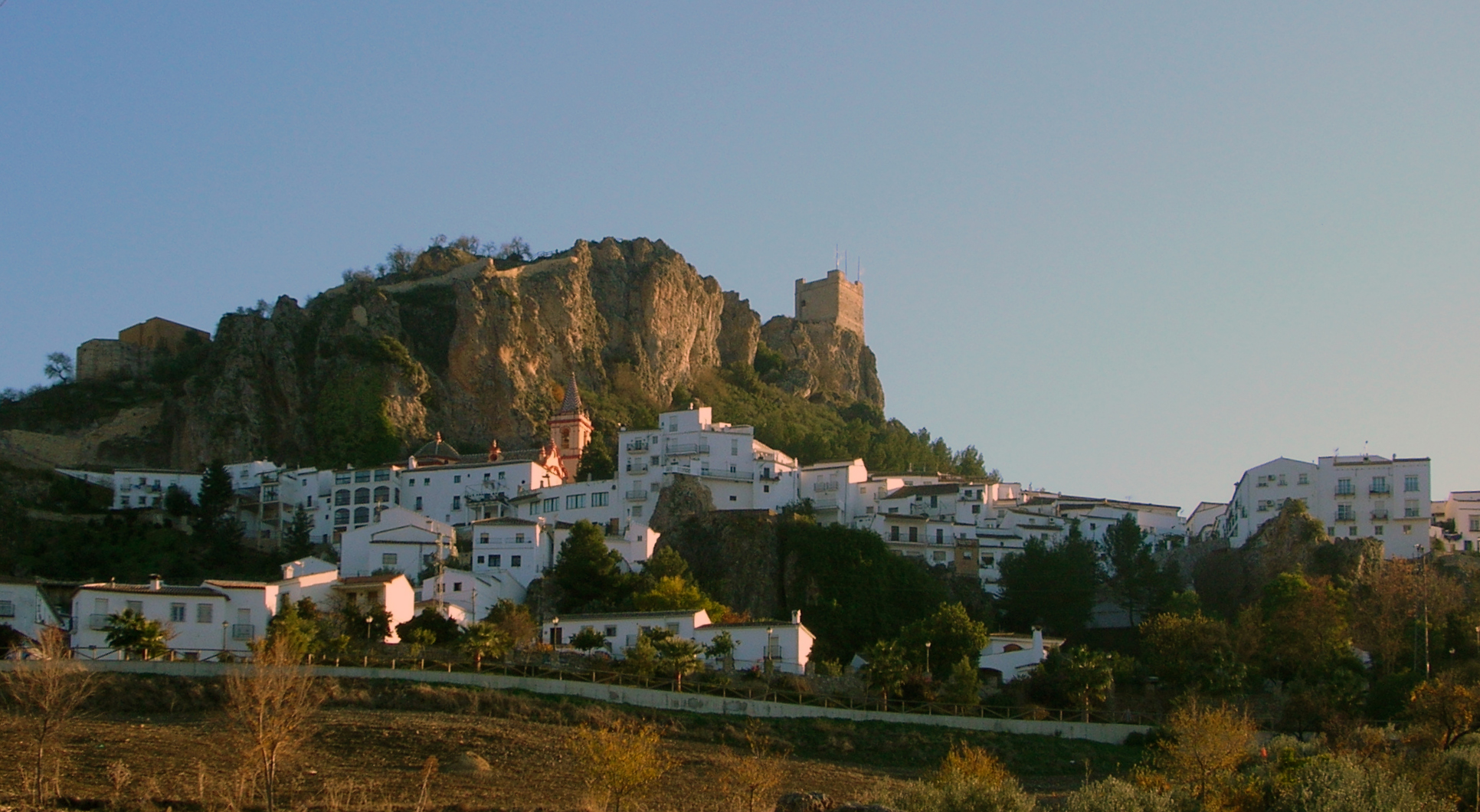
Zahara de la Sierra, au nord-est de la province.